# Buffel
Buffel – południowoafrykański transporter opancerzony, zapewniający skuteczną ochronę przed wybuchem min przeciwpancernych. Pojazd był wykorzystywany przez Armię Południowoafrykańską podczas konfliktu w Angoli.
Buffel był także używany w bezpośrednich walkach, gdzie dobrze spełniał swe zadanie. W RPA został zastąpiony transporterem Mamba, ale w dalszym ciągu pozostaje w użyciu, szczególnie w Sri Lance. Stał się podstawą do zbudowania pojazdu Bulldog. W pojeździe znajdował się 100-litrowy zbiornik na wodę.